# Baagandji jezici
Baagandji jezici, malena skupina od dva australska jezika iz pordice pama-nyunga. Govore se na području države New South Wales (NSW). Danas su gotovo izumrli. Predstavnici su:
- bandjigali [bjd], 1 (Wurm and Hattori 1981).
- darling [drl], 5.

## Vanjske poveznice
- Ethnologue (14th)
- Ethnologue (15th)